# Gualta (kommunhuvudort)
Gualta är en kommunhuvudort i Spanien.   Den ligger i provinsen Província de Girona och regionen Katalonien, i den östra delen av landet, 600 km öster om huvudstaden Madrid. Gualta ligger 14 meter över havet och antalet invånare är 338.
Terrängen runt Gualta är platt.Runt Gualta är det tätbefolkat, med 356 invånare per kvadratkilometer. Närmaste större samhälle är Torroella de Montgrí, 2,4 km nordost om Gualta. Trakten runt Gualta består till största delen av jordbruksmark.